# Макрейни, Джеральд
Дже́ральд Ли Макре́йни (англ. Gerald Lee McRaney; род. 19 августа 1947, Коллинз, Миссисипи, США) — американский актёр театра и кино, известный по ролям в таких фильмах как «Саймон и Саймон», «Папочка-майор», и «Земля обетованная». Также известен по ролям нувориша Джорджа Херста в телесериале «Дедвуд» и мэра Джонстона Грина в телесериале «Иерихон».

## Биография
Макрейни родился в Коллинзе, штат Миссисипи, в семье шотландских переселенцев Эдны и Клайда Макрейнов.
Перед тем как стать актёром учился в Университете Миссисипи, по окончании которого работал недолгое время на нефтяных месторождениях в Луизиане.
Актёр женат на актрисе Дельте Бёрк, с которой познакомился 28 мая 1989 года на съёмках фильма «Саймон и Саймон». По политическим убеждениям республиканец, также выступает за право гражданами носить огнестрельное оружие — член Национальной стрелковой ассоциации США.
В 2008 году Макрейни поддержал кандидатуру республиканца Джона Маккейна на пост президента США.

## Карьера
Первой ролью на телевидении была работа в сериале «Дымок из ствола», в одном из последних эпизодов. Помимо этого Макрейни снялся в малобюджетном фильме «Ночь кровавого ужаса» (1969), сериале «Придурки из Хаззарда», а также в эпизодах сериалов «Корни: Следующие поколения» и «Досье детектива Рокфорда».

## Фильмография
| Год       | Название                  | Роль                   | Примечание        |
| --------- | ------------------------- | ---------------------- | ----------------- |
| 1975      | Дымок из ствола           |                        |                   |
| 1965—1974 | ФБР                       |                        |                   |
| 1968      | Гавайи 5-O                |                        |                   |
| 1969      | Ночь кровавого ужаса      |                        |                   |
| 1971      | Ночная галерея            |                        |                   |
| 1975—1976 | Улицы Сан-Франциско       | Бак / Джефф Диксон     |                   |
| 1975      | Досье детектива Рокфорда  |                        |                   |
| 1977—1980 | Невероятный Халк (сериал) |                        |                   |
| 1980      | Насилие и брак            | Клифф Салкс            |                   |
| 1984      | Бесконечная история       | Отец Бастиана          |                   |
| 1981—1989 | Simon & Simon             |                        |                   |
| 1989      | Убийство в лунном свете   | Деннис Хафф            |                   |
| 1994      | Банда мотоциклистов       | Кэл                    |                   |
| 2002      | Гензель и Гретель         | отец Гензеля и Гретель |                   |
| 2004      | Холм одного дерева        | Ройал Скотт            |                   |
| 2006      | Иерихон                   | Джонстон Грин          |                   |
| 2010      | Команда-А (фильм)         | Генерал Моррисон       |                   |
| 2006      | Дедвуд                    | Джордж Хёрст           |                   |
| 2014—2017 | Карточный домик           | Реймонд Таск           |                   |
| 2014      | Лучшее во мне             | Так                    |                   |
| 2015      | Фокус                     | Оуэнс                  |                   |
| 2015      | Комната разочарований     |                        |                   |
| 2015      | Агент Икс                 | Малкольм Миллар        |                   |
| 2016—     | Это мы                    | Доктор Нэйтан Катовски |                   |
| 2018      | A Violent Separation      | Том                    | съёмочный процесс |